# KBO打率王
KBO打率王（KBOだりつおう、朝鮮語: KBO 타율상, 英語: KBO Winner in Batting Average）は、韓国のプロ野球リーグのKBOリーグのタイトルの一つ。元々の名称は首位打者賞（朝鮮語: 수위타자상）だったが、2015年より現在の名称となった。
KBOリーグのレギュラーシーズンも規定打席に達した打者の中で、打率が最も高い選手に与えられる。

## 歴代首位打者
| 年   | 名前                   | 所属                     | 打率 |
| ---- | ---------------------- | ------------------------ | ---- |
| 1982 | 白仁天                 | MBC青龍                  | .412 |
| 1983 | 張孝祚                 | サムスン・ライオンズ     | .369 |
| 1984 | 李萬洙                 | サムスン・ライオンズ     | .340 |
| 1985 | 張孝祚                 | サムスン・ライオンズ     | .373 |
| 1986 | 張孝祚                 | サムスン・ライオンズ     | .329 |
| 1987 | 張孝祚                 | サムスン・ライオンズ     | .387 |
| 1988 | 金相勳                 | MBC青龍                  | .354 |
| 1989 | 高元富                 | ピングレ・イーグルス     | .327 |
| 1990 | 韓大化                 | ヘテ・タイガース         | .335 |
| 1991 | 李政勳                 | ピングレ・イーグルス     | .348 |
| 1992 | 李政勲                 | ピングレ・イーグルス     | .360 |
| 1993 | 梁埈赫                 | サムスン・ライオンズ     | .341 |
| 1994 | 李鍾範                 | ヘテ・タイガース         | .393 |
| 1995 | 金光林                 | サンバンウル・レイダース | .337 |
| 1996 | 梁埈赫                 | サムスン・ライオンズ     | .346 |
| 1997 | 金杞泰                 | サンバンウル・レイダース | .344 |
| 1998 | 梁埈赫                 | サムスン・ライオンズ     | .342 |
| 1999 | 馬海泳                 | ロッテ・ジャイアンツ     | .372 |
| 2000 | 朴鍾皓                 | 現代ユニコーンズ         | .340 |
| 2001 | 梁埈赫                 | LGツインズ               | .355 |
| 2002 | 張盛好                 | 起亜タイガース           | .343 |
| 2003 | 金東柱                 | 斗山ベアーズ             | .342 |
| 2004 | クリフ・ブランボー     | 現代ユニコーンズ         | .343 |
| 2005 | 李炳圭                 | LGツインズ               | .337 |
| 2006 | 李大浩                 | ロッテ・ジャイアンツ     | .336 |
| 2007 | 李賢坤                 | 起亜タイガース           | .337 |
| 2008 | 金賢洙                 | 斗山ベアーズ             | .357 |
| 2009 | 朴龍澤                 | LGツインズ               | .372 |
| 2010 | 李大浩                 | ロッテ・ジャイアンツ     | .364 |
| 2011 | 李大浩                 | ロッテ・ジャイアンツ     | .357 |
| 2012 | 金泰均                 | ハンファ・イーグルス     | .363 |
| 2013 | 李炳圭                 | LGツインズ               | .348 |
| 2014 | 徐建昌                 | ネクセン・ヒーローズ     | .370 |
| 2015 | エリック・テイムズ     | NCダイノス               | .381 |
| 2016 | 崔炯宇                 | サムスン・ライオンズ     | .376 |
| 2017 | 金善彬                 | 起亜タイガース           | .370 |
| 2018 | 金賢洙                 | LGツインズ               | .362 |
| 2019 | 梁義智                 | NCダイノス               | .354 |
| 2020 | 崔炯宇                 | 起亜タイガース           | .354 |
| 2021 | 李政厚                 | キウム・ヒーローズ       | .360 |
| 2022 | 李政厚                 | キウム・ヒーローズ       | .349 |
| 2023 | 孫児葉                 | NCダイノス               | .339 |
| 2024 | ギジェルモ・エレディア | SSGランダース            | .360 |

## 首位打者と韓国シリーズのジンクス
韓国では首位打者を輩出したチームは優勝できないというジンクスがある。
2020年まで39年間、韓国プロ野球で首位打者を輩出したチームが韓国シリーズで優勝したのは、2000年と2004年の現代ユニコーンズおよび2017年のKIAタイガースの3度あるだけである。2000年の現代ユニコーンズも2009年まで韓国プロ野球最高記録であるシーズン91勝の圧倒的な戦力を擁しながらも、韓国シリーズで3連勝のあと3連敗で逆王手をかけられ、韓国シリーズ史上最大の逆転負けの一歩まで迫られるなど、優勝までの道は決して順調ではなかったし、2004年のユニコーンズも度重なる引け分けでシリーズが9戦までもつれ込む大苦戦の末、辛うじて優勝した。ただし、2017年のKIAは初戦を落としたもののその後4連勝したことで難なく優勝を達成している。
しかも、首位打者の所属チームが韓国シリーズに上がったのは全部で10度であるが、その中で8度が敗退。その中では、上位チームとしてアドバンテージを持ちながらも敗退したケースもある。具体的には、
1. 1984年のサムスン・ライオンズは第5戦で3勝2敗で王手をかけながら、6、7戦を落として逆転敗退。
2. 1989年のビングレ・イーグルスと2008年の斗山ベアーズは韓国シリーズで初戦を制しながらも、その後4連敗で敗退。特に1989年のビングレは、韓国シリーズで初戦を制しながら敗退した最初のチームであった。
3. 1992年のビングレ・イーグルスは公式戦1位で、韓国シリーズに直行しながらも、準プレイオフから這い上がってきて疲弊を極めていたロッテ・ジャイアンツに敗退した。ロッテ・ジャイアンツは準プレイオフから上がって、韓国シリーズ優勝まで達成した最初のチームである。

などがある。また、ヘテ・タイガースは1986年から1989年まで韓国シリーズを4連覇していたが、1990年内野手の韓大化（ハン・デファ）が首位打者になると、プレイオフで下位チームのサムスン・ライオンズに敗退して連覇が途切れるなど、首位打者と韓国シリーズとは相性がよくないと言われている。